# Hendrik Jan van Amerom
Hendrik Jan van Amerom (Den Haag, 8 april 1776 – Arnhem, 5 juni 1833) was een Nederlands kunstschilder.

## Leven en werk
Van Amerom was een zoon van Cornelis van Amerom (1752-1827) en Hendrica Antink. Zijn vader was onder meer plateelschilder geweest in Delft, kruidenier in Den Haag en ten slotte was hij boekhouder in Leiden, waar Van Amerom opgroeide. Hij heeft in zijn jeugd meerdere keren zijn benen gebroken en liep de rest van zijn leven met krukken. Hij werd opgeleid door de schilders A.J. Besters, J.H. Prins en L. Moritz.
In 1803 trouwde hij met Cornelia van Bommel. Het stel verhuisde naar Arnhem, waar Van Amerom zich toelegde op het aquarelleren van interieurs en miniatuurportretten. Hij werd tekenleraar en buitengewoon directeur bij het Tekengenootschap "Kunstoefening" (voorloper van de ArtEZ Academie voor beeldende kunsten Arnhem). In 1808 bezocht koning Lodewijk Napoleon, hij nam twee van Van Ameroms leerlingen, Zeger Reyers en Antonie Sminck Pitloo, aan als zijn élèves, zodat zij in staat werden gesteld in het buitenland te studeren. De koning stelde ook een jaarlijkse toelage aan het genootschap vast, waardoor het loon van Van Amerom kon worden verhoogd. Andere leerlingen van Van Amerom waren onder anderen Gijsbert Buitendijk Kuyk, Barentie Willem Dietz, Frederik Hendrik Hendriks, zijn tien jaar jongere broer Pieter van Amerom en zoon Cornelis Hendrik van Amerom.
Van Amerom overleed op 57-jarige leeftijd in Arnhem.

## Werken (selectie)

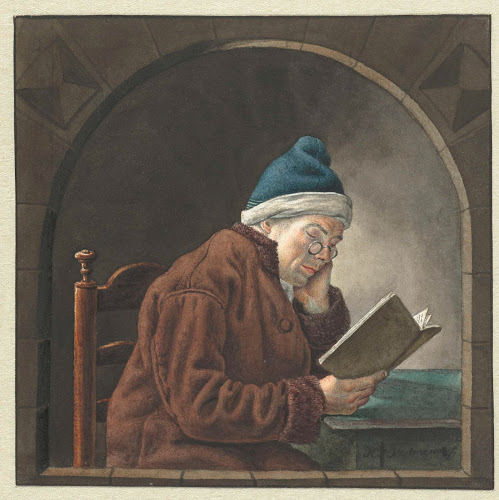
Lezende man
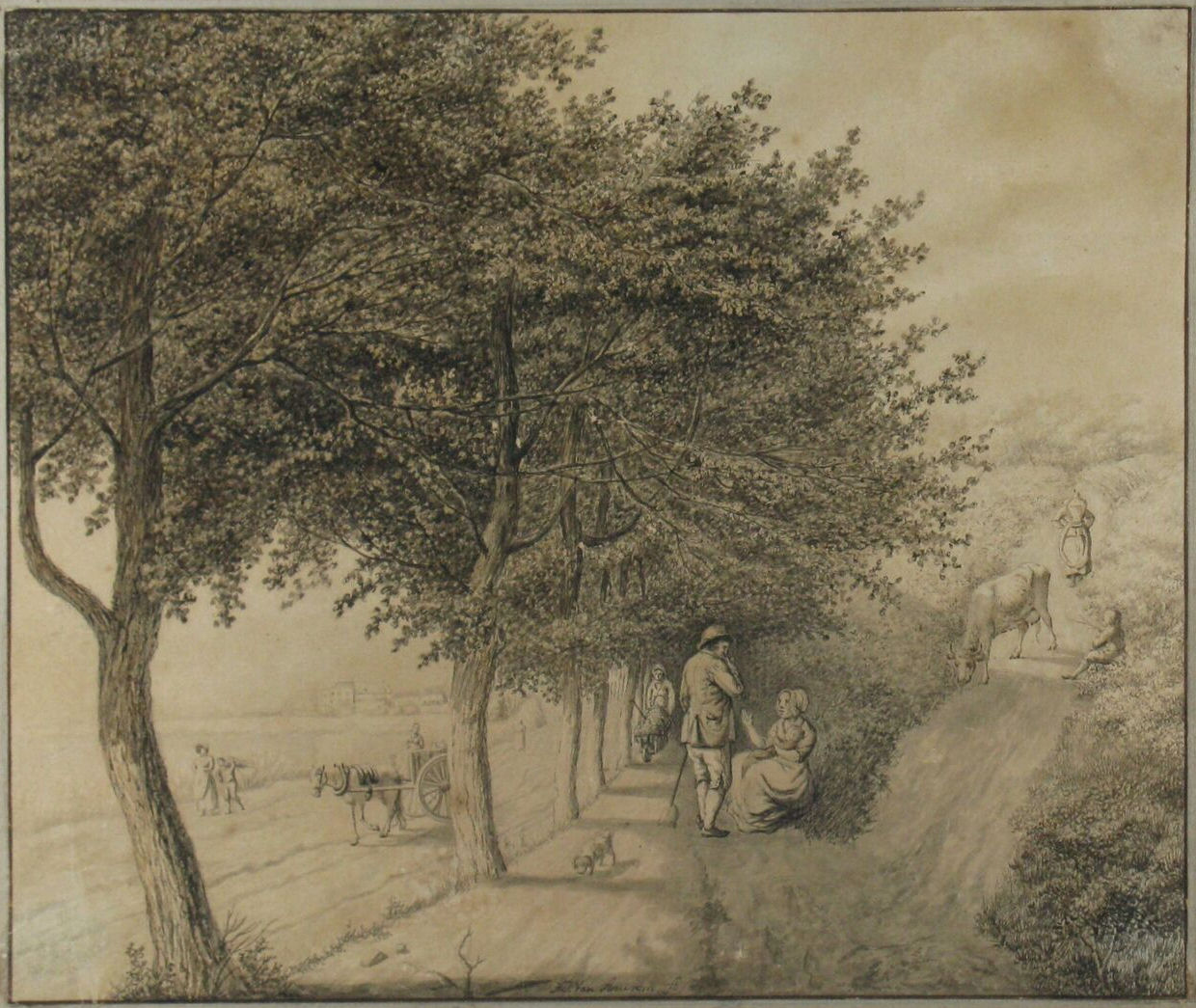
Wandelaars rustend aan een rechte bomenlaan tussen polder en duinen
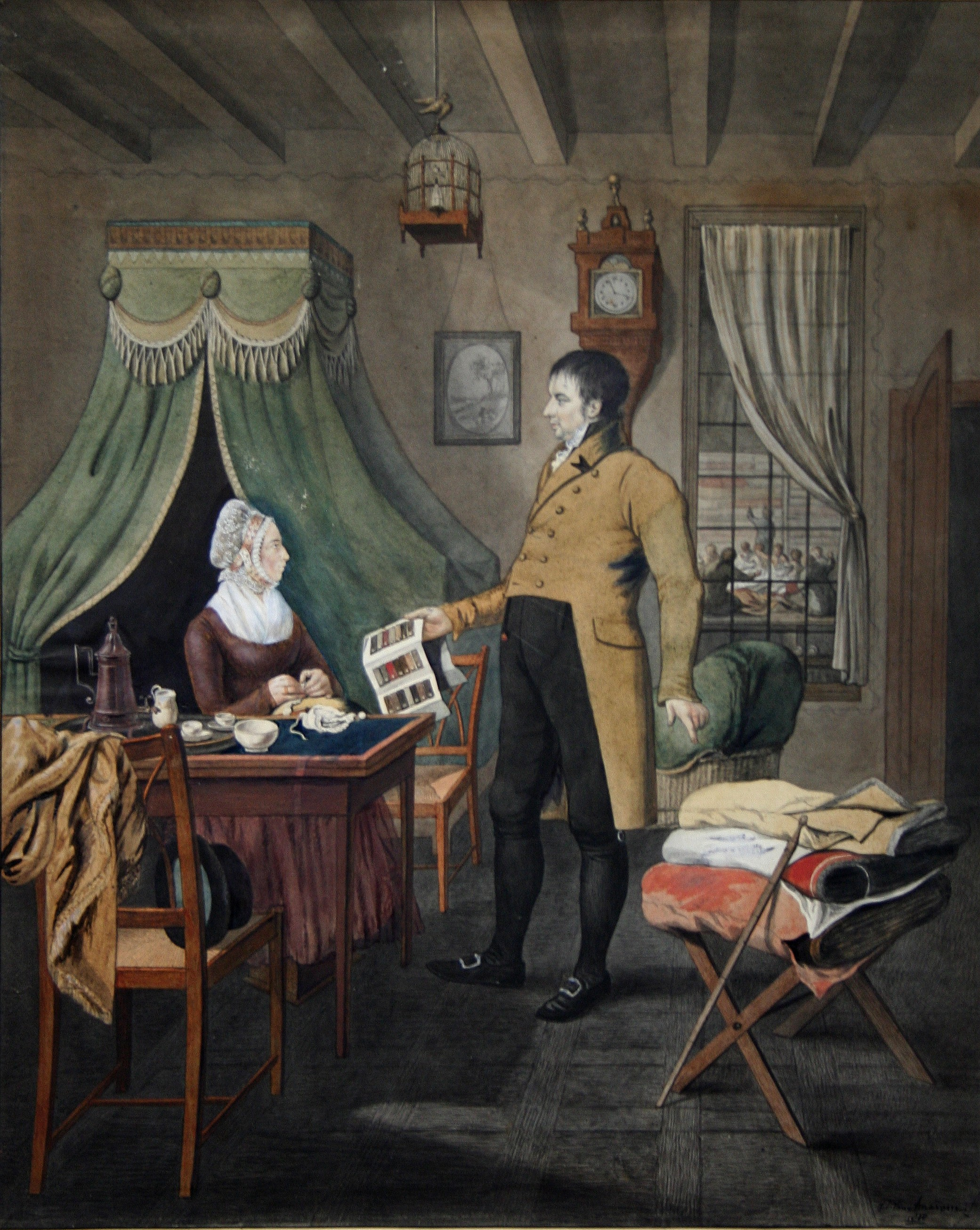
Portret van Berend Obbink en Margareta Kerkhoff, 1810
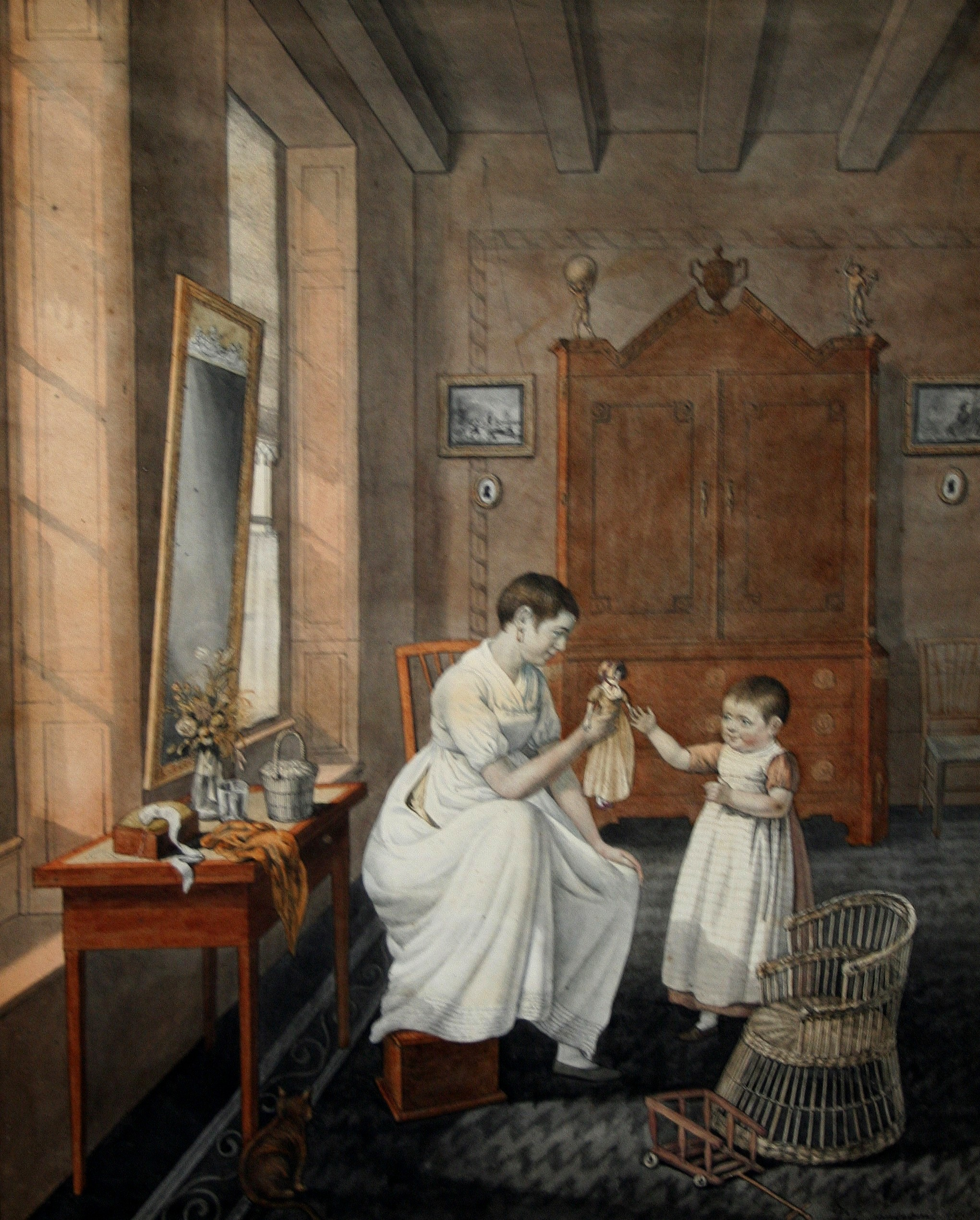
Portret van Elsa Berendijna en Gerhardina Johanna Obbink 1808
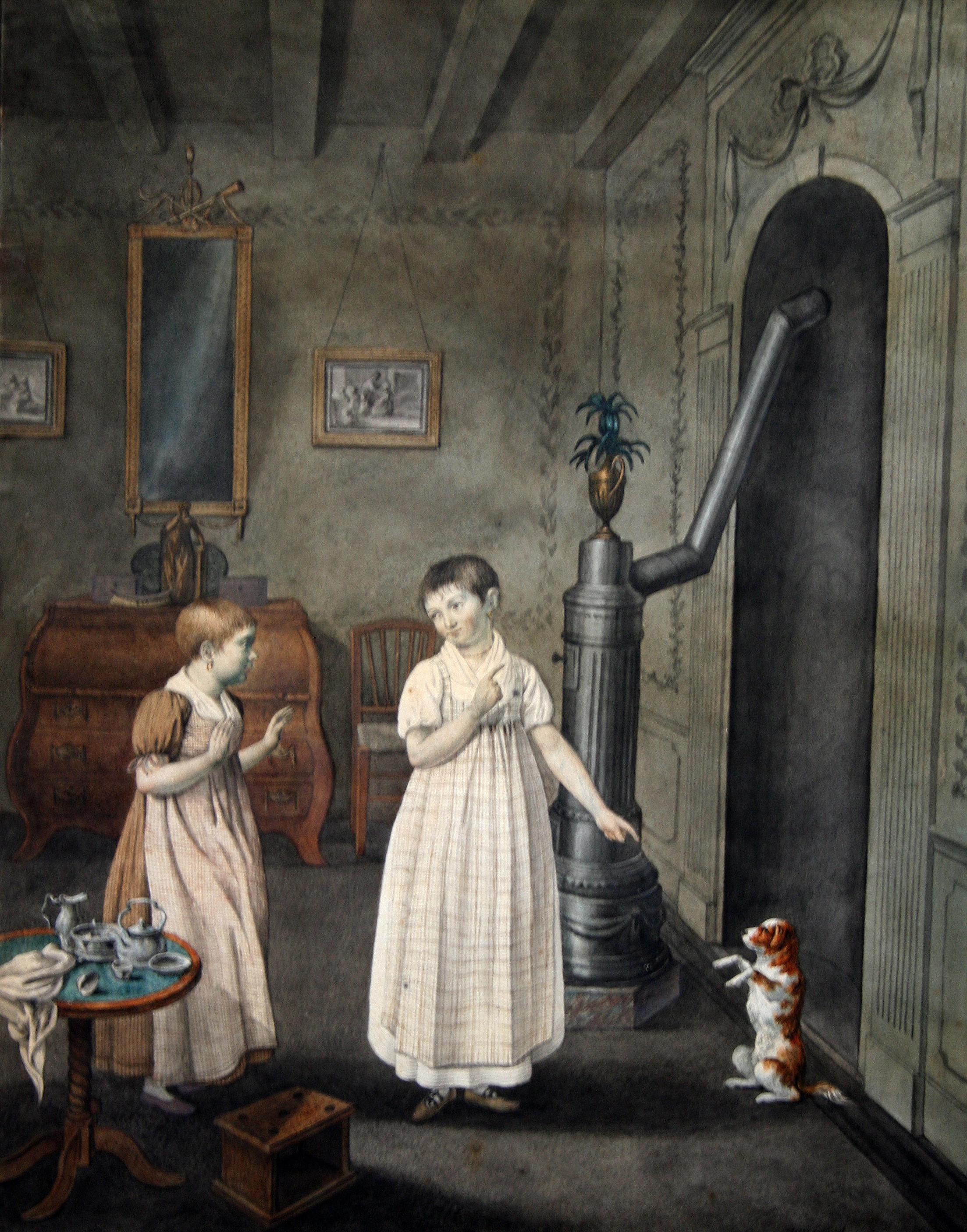
Portret van Alette Jacoba en Maria Johanna Obbink, 1811